# Straßen und Plätze in Ludwigshafen am Rhein/E

## Ebereschenweg
67067 Ludwigshafen-Gartenstadt
Die Vogelbeere oder Eberesche (Sorbus aucuparia) ist ein Laubbaum in der Gattung Mehlbeeren (Sorbus).

## Ebernburgstraße
67065 Ludwigshafen-Mundenheim
Bad Münster am Stein-Ebernburg ist eine Kurstadt 6 km südlich von Bad Kreuznach und 50 km südwestlich von Mainz.

## Eberthalle
67063 Ludwigshafen-Friesenheim

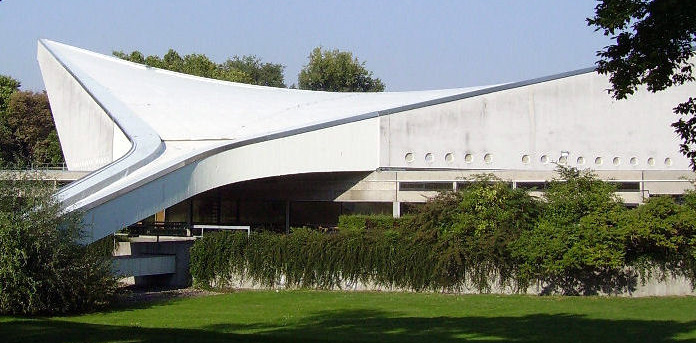
Eberthalle

Ein architektonischer Höhepunkt des Ebertparks bildet die 1965 fertiggestellte Friedrich-Ebert-Halle mit ihrer segelförmigen Dachkonstruktion, die ein Entwurf des Wiener Architekten Roland Rainer ist. Sie wird für Sportveranstaltungen, Messen, Ausstellungen und Konzerte genutzt (wie zum Beispiel die Verleihung der Goldenen Stimmgabel).

## Ebertstraße
67063 Ludwigshafen-Friesenheim
Friedrich Ebert war seit 1913 Vorsitzender der SPD und amtierte von 1919 bis zu seinem Tode als erster Reichspräsident. Nach ihm ist der Ebertpark benannt.

## Eckermannstraße
67063 Ludwigshafen-Friesenheim
Johann Peter Eckermann war ein enger Vertrauter von Goethe.

## Eckewartweg
67069 Ludwigshafen
Eckewart war ein Markgraf im Nibelungenlied.

## Edenkobener Straße
67067 Ludwigshafen
Edenkoben ist eine Stadt im Landkreis Südliche Weinstraße an der Deutschen Weinstraße zwischen Landau und Neustadt.

## Edesheimer Straße
67067 Ludwigshafen
Edesheim ist eine Ortsgemeinde im Landkreis Südliche Weinstraße.

## Edigheimer Straße
67069 Ludwigshafen
Edigheim ist ein Stadtteil des Ortsbezirks Oppau.
Die Edigheimer Straße ist Teil des frühesten Siedlungskerns von Oppau. Sie beginnt in Höhe der Friedrichstraße in Verlängerung der Friesenheinzer Straße und führt bis zur Gemarkungsgrenze, wo sie von der Oppauer Straße in Richtung Edigheim fortgesetzt wird. 
Ehemals hieß die Straße Hofgasse bzw. Kastengasse, bevor sie in Edigheimer Straße umbenannt wurde.

## Eduard-Jost-Straße
67067 Ludwigshafen
Eduard Jost war ein Autor, der vorwiegend in der Pfalz tätig war.

## Egellstraße
67071 Ludwigshafen
Augustin Egell war Maler, Architekt und Bildhauer in Mannheim. Paul Egell war  Bildhauer und Stuckateur.

## Eibenstraße
67067 Ludwigshafen-Gartenstadt
Die Eiben (Taxus) bilden eine Pflanzengattung in der Familie der Eibengewächse (Taxaceae).
Die Eibenstraße ist eine Nebenstraße der Eichenstraße im Hochfeld.

## Eichendorffstraße
67065 Mundenheim
Joseph von Eichendorff war ein bedeutender Lyriker und Schriftsteller der deutschen Romantik. Mit etwa 5.000 Vertonungen zählt Eichendorff zu den meistvertonten deutschsprachigen Lyrikern.

## Eichenstraße
67067 Ludwigshafen
Die Eichen (Quercus) sind eine Gattung von Laubgehölzen aus der Familie der Buchengewächse (Fagaceae).

## Einsteinstraße
67069 Ludwigshafen
Albert Einstein war ein US-schweizerischer Physiker deutsch-jüdischer Abstammung, dessen Beiträge zur theoretischen Physik maßgeblich das physikalische Weltbild veränderten.

## Eisenbahnstraße
67067 Ludwigshafen-Rheingönheim
Die Eisenbahnstraße führt von der Hauptstraße zum Bahnhof Rheingönheim.

## Elbinger Weg
67071 Ludwigshafen
Elbingen ist eine Ortsgemeinde im Westerwaldkreis.

## Ellerstadter Straße
67071 Ludwigshafen
Ellerstadt ist eine Ortsgemeinde im Landkreis Bad Dürkheim.

## Emy-Roeder-Anlage
67067 Ludwigshafen
Emy Roeder war Bildhauerin und Zeichnerin.

## Eppsteiner Weg
67071 Ludwigshafen
Eppstein ist ein Ortsteil der Stadt Frankenthal (Pfalz).

## Erich-Kästner-Straße
67071 Ludwigshafen
Erich Kästner war ein Schriftsteller, der breiten Kreisen der deutschen Bevölkerung vor allem wegen seiner Kinderbücher und seiner zeitkritischen Gedichte bekannt ist.

## Erlenstraße
67069 Ludwigshafen
Die Erlen (Alnus, norddeutsch Ellern) bilden eine Gattung von Pflanzen in der Familie der Birkengewächse (Betulaceae).

## Ernst-Boehe-Straße
67059 Ludwigshafen
Ernst Boehe war von 1920 bis 1938 Chefdirigent der heutigen Deutsche Staatsphilharmonie Rheinland-Pfalz. An der Ernst-Boehe-Straße liegen das Postgiroamt Ludwigshafen und die Fachhochschule Ludwigshafen.

## Ernst-Eiselen-Straße
67069 Ludwigshafen
Ernst Wilhelm Bernhard Eiselen war ein um das Turnwesen verdienter Mann.

## Erpolzheimer Straße
67067 Ludwigshafen
Erpolzheim ist eine Ortsgemeinde im Landkreis Bad Dürkheim.

## Erzbergerstraße
67063 Ludwigshafen-Friesenheim
Matthias Erzberger war ein Politiker im Deutschen Kaiserreich und in der Weimarer Republik (Zentrumspartei). Er war Leiter der Waffenstillstandskommission und Reichsfinanzminister.

## Eschenbachstraße
67063 Ludwigshafen-Friesenheim
Wolfram von Eschenbach war ein Dichter der mittelhochdeutschen Literatur.

## Europaplatz
67063 Ludwigshafen-Nord

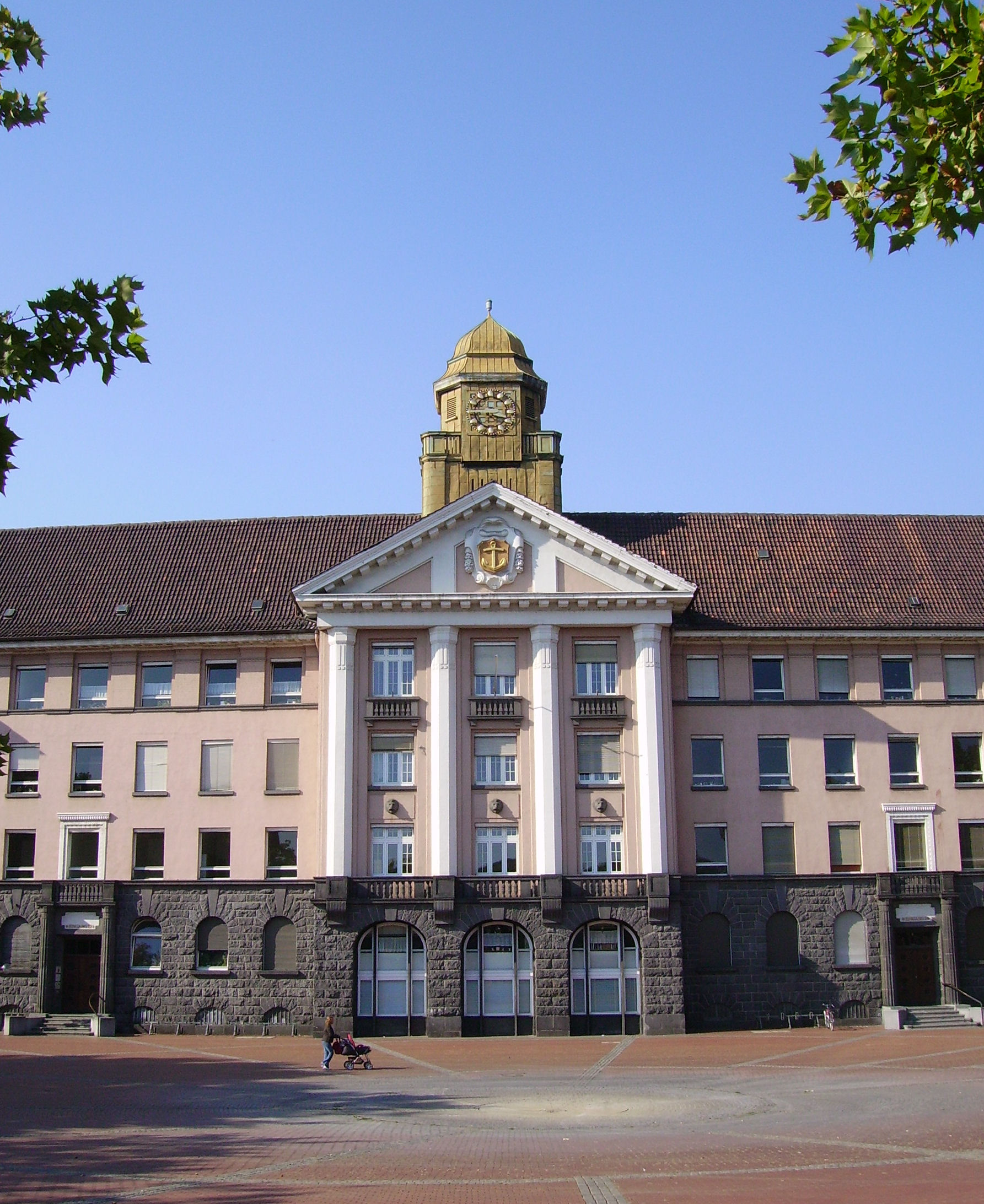
Stadthaus Nord

Am Europaplatz liegen die Kreisverwaltung des Rhein-Pfalz-Kreises sowie die Sozialbehörde der Stadt Ludwigshafen im so genannten Stadthaus Nord.
Der Europaplatz entstand im Zusammenhang mit der Verlegung des ehemaligen Bahnhofs und wurde im Jahr 1978 eingeweiht. Er wird ausschließlich von repräsentativen öffentlichen Gebäuden bestimmt (Rathaus-Center, Stadthaus Nord, Kreisverwaltung). Ursprünglich führte von hier aus ein Viadukt über die Bahngleise zum Stadtteil Mitte.